# حاكمة أبي عريش
حاكمة أبو عريش قرية تقع في محافظة أبي عريش التابعة لمنطقة جازان. وهي ذات موقع إستراتيجي حيث تقع في الشرق تقريباً بين مدن المنطقة، ويعمل معظم أهاليها بالوظائف الحكومية والتجارة، وتشتهر بمزارع المانجو ذات الإنتاج الممتاز والذي أصبح يصدر إلى خارج البلد. وهي محافظة ذات تضاريس سهلية وهي لا تبعد عن البيئة الجبلية كثيراً. من أهم القرى التي تحيط بها قرية العقدة والمهدج وقنبورة وقامرة والخضراء وغيرها.
تمتلك القرية. اراضي زراعيه تحيط بالقرية من جميع الجهات.